# Saturday Night Wrist
Saturday Night Wrist (englisch Samstag-Nacht-Handgelenk) ist das fünfte Studioalbum der US-amerikanischen Alternative-Metal-Band Deftones. Das Album erschien am 31. Oktober 2006 über Maverick Records.

## Entstehung
Die Band begann im Frühjahr 2004 mit der Arbeit an ihrem neuen Album. Zu diesem Zeitpunkt war die Band auf Tournee und erhielt von ihrem Plattenlabel eine Nachricht, nach der das Vorgängeralbum Deftones „nicht die kommerziellen Erwartungen erfüllt hätte“ und deshalb ein neues Album in Angriff nehmen müsse. Die Musiker mieteten das Haus im kalifornischen Malibu, in dem die Band Incubus ihr Album Morning View aufnahmen. Darüber hinaus suchte die Band einen neuen Produzenten, nachdem die Band zuvor mit Terry Date gearbeitet hat. Für eine Woche arbeiteten die Musiker mit Dan Nakamura zusammen, bevor man sich auf eine Zusammenarbeit mit Bob Ezrin verständigte.
Im Herbst 2004 begannen die Aufnahmen im Ezrins Studio Carriage House in Stamford, Connecticut. Nachdem alle Instrumente aufgenommen waren, zögerte Sänger Chino Moreno mit den Gesangsaufnahmen. Seiner Meinung nach enthielt die Musik zu wenig Experimente, während der Gitarrist Stephen Carpenter erklärte, dass Moreno einfach keine Texte geschrieben hatte. Nachdem die Band drei Monate in Ezrins Studio verbracht hatte, brach Moreno die Aufnahmen ab und ging mit seinem Projekt Team Sleep auf Tournee. Zwischenzeitlich erschien am 4. Oktober 2005 die Kompilation B-Sides & Rarities. Sechs Monate später hatte die Band nichts von ihm gehört und spielten mit der Idee, Moreno aus der Band zu werfen oder die Band ganz aufzulösen.
Als Moreno davon erfuhr, schrieb er wütend das Lied Hole in the Earth. Nach einer Aussprache setzte die Band die Arbeit an dem Album fort und arbeitete produktiver denn je. Anfang 2006 wurden alle bisherigen Gesangsaufnahmen gelöscht und durch Neuaufnahmen ersetzt. Als Gastmusiker sind Serj Tankian bei dem Lied Mein und Annie Hardy bei dem Lied Pink Cellphone zu hören. Musikvideos wurden für die Lieder Hole in the Earth und Mein veröffentlicht. Die iTunes-Version des Albums enthält als Bonustrack eine Coverversion des Liedes Drive, bei dem Shaun Lopez als Gastsänger auftritt. Originalinterpreten des Liedes war die Band The Cars.

## Titelliste
1. Hole in the Earth – 4:13
2. Rapture – 3:25
3. Beware – 6:03
4. Cherry Waves – 5:19
5. Mein (feat. Serj Tankian) – 4:01
6. U,U,D,D,L,R,L,R,A,B,Select,Start – 4:13
7. Xerces – 3:43
8. Rats! Rats! Rats! – 4:01
9. Pink Cellphone (feat. Annie Hardy) – 5:04
10. Combat – 4:48
11. Kimdracula – 3:15
12. Rivière – 3:45

## Rezeption
Saturday Night Wrist erhielt auf der Website Metacritic eine durchschnittliche Bewertung von 72 Punkten und erhielt damit überwiegend positive Bewertungen. Das US-amerikanische Magazin Alternative Press vergab die Höchstnote und bewertete das Album als „weiteren Beweis dafür, dass die Band dem transzendentalen Metal-Markt beherrscht“. Der britischen New Musical Express schrieb, dass die Deftones mit Saturday Night Wrist weiter das „vage Hinterland erforschen, wo das Feingefühl der Smiths und die Vorschlaghammer-Riffs von Sepultura sich überlappen“. Kritischer zeigte sich das britische Magazin Q. Auf Saturday Night Wrist ist „wenig von dem Feuer und der Innovation, die das Deftones-Album White Pony charakterisierten“.

## Kommerzieller Erfolg

### Chartplatzierungen
| ChartsChartplatzierungen            | Höchstplatzierung | Wochen |
| ----------------------------------- | ----------------- | ------ |
| Deutschland (GfK)                   | 24 (2 Wo.)        | 2      |
| Österreich (Ö3)                     | 18 (3 Wo.)        | 3      |
| Schweiz (IFPI)                      | 31 (4 Wo.)        | 4      |
| Vereinigte Staaten (Billboard)      | 10 (8 Wo.)        | 8      |
| Vereinigte Staaten (Billboard Rock) | 4 (2 Wo.)         | 2      |
| Vereinigtes Königreich (OCC)        | 33 (1 Wo.)        | 1      |

### Auszeichnungen für Musikverkäufe
| Land/Region                  | Auszeichnungen für Musikverkäufe (Land/Region, Auszeichnung, Verkäufe) | Verkäufe |
| ---------------------------- | ---------------------------------------------------------------------- | -------- |
| Vereinigtes Königreich (BPI) | Silber                                                                 | 60.000   |
| Insgesamt                    | 1× Silber ·                                                            | 60.000   |

## Trivia
Der australische Musiker Kim Dracula benannte sich nach dem Deftones-Lied Kimdracula.